# Ecco il tempo degli assassini
Ecco il tempo degli assassini (Voici le temps des assassins) è un film francese del 1956 diretto da Julien Duvivier.

## Trama
André Chatelin gestisce un'osteria a Les Halles, nel cuore di Parigi, dove fin dal mattino serve vino quando arrivano gli operai del mercato antistante. Frequentatore dell'osteria è anche il giovane Gérard, studente di medicina, al quale è affezionato come un padre. Un giorno André riceve la visita di Catherine, una bellissima ragazza che dichiara di venire da Marsiglia e che è appena rimasta orfana di Gabrielle, ex moglie di André da cui aveva divorziato più di vent'anni prima. André accetta di ospitarla e di darle un lavoro nel locale, ma Catherine intanto, nonostante le sembianze di un angelo e i modi gentili, rivela la sua natura di femme fatale: comincia a seminare discordia tra Gérard e André e approfitta della benevolenza di quest'ultimo per rubargli del denaro. Catherine in realtà se ne serve per mantenere sua madre, che si scopre essere ancora viva, intossicata dall'alcool e dalla droga, e alloggiata in un ospizio.
Una sera, fingendo di sentirsi male dopo aver bevuto, Catherine si fa accompagnare da André in camera da letto e si fa aiutare a svestirsi. André se ne innamora e presto, nonostante il parere contrario della sua vecchia madre, decide di sposarla, ma lei ha in mente un piano diabolico per eliminarlo e impadronirsi dei suoi beni. A tale scopo cerca di irretire Gérard e di convincerlo ad avvelenare l'oste servendosi delle sue competenze mediche, ma al rifiuto di Gérard lei non esita a strangolarlo, trascinarlo all'interno della sua automobile e farlo precipitare nel fiume insieme al suo cane. La polizia convoca André per riconoscere il giovane morto annegato e successivamente lo richiama interrogandolo sulla presenza di una donna vista da alcuni testimoni alla guida della vettura ritrovata nel fiume. Dalla descrizione, André capisce che la donna non può essere che Catherine: quando sta per confrontarsi con lei, il cane di Gérard che era riuscito a salvarsi dall'annegamento ricompare e aggredisce la donna uccidendola. 

## Realizzazione
Gli autori del soggetto, Julien Duvivier e Maurice Bessy, partirono dall'ultimo verso di una poesia di Rimbaud tratta dalle Illuminazioni per elaborare una storia adatta a Jean Gabin. Quest'ultimo, appena rilanciato dal successo di Grisbì e dal premio come miglior attore ottenuto a Venezia nel 1955, cercava di evitare ruoli stereotipati per non stancare il pubblico e aveva rifiutato un soggetto in cui avrebbe dovuto interpretare ancora una volta un garagista. I due, che si erano ritirati in una casa Saint-Tropez per mettere giù delle idee, capitarono casualmente in una trattoria e, ricordando che Gabin era, fra l'altro, una buona forchetta, decisero di scrivere un copione che ha come protagonista un oste. Gabin accettò subito, ma la quasi esordiente Delorme, temendo di non essere credibile nel ruolo di femme fatale, esitò prima di prendere l'impegno che poi avrebbe costituito una svolta nella propria carriera.
Duvivier decise di ambientare il film nel quartiere delle Halles, oggi completamente demolito e sostituito da un enorme centro commerciale, ma per alcune scene fu costretto a ricostruire una parte del mercato negli studi di Billancourt, oltre naturalmente a girarvi gli interni. Le riprese si svolsero fra il novembre 1955 e il febbraio dell'anno seguente. 
Il film suscitò molte polemiche per l'amoralità del personaggio femminile, ma fu difeso, tra gli altri, dal giovane critico François Truffaut per il realismo delle scene al mercato, per la scelta dei luoghi e dei personaggi secondari, ma soprattutto per la prova degli attori, primo fra tutti Gérard Blain.